# Nurudeen Orelesi
Nurudeen Adegbola Orelesi (Lagos, 10 de abril de 1989) é um futebolista nigeriano que joga como zagueiro atualmente pelo KS Dinamo Tiranë da Albânia .